# Cracovia (hokej na lodzie kobiet)
Drużyna żeńska hokeja na lodzie KS Cracovia została założona w styczniu 2004 roku i występuje w Polskiej Lidze Hokeja Kobiet.